# Omaruru, Namibia
Omaruru este un oraș din Namibia.